# Matrimonio d'onore
Matrimonio d'onore è un film TV del 1993, diretto dal regista John Patterson tratto dal romanzo di Rosalie Bonanno, Mafia marriage.

## Trama
È la storia dei figli di due capi mafia italo americani, Rosalie Profaci, nipote di Joe Profaci e Salvatore Bonanno, figlio di Joe Bonanno, fatti sposare per forza, ma che poi imparano ad amarsi.

## Cast
- Eric Roberts:  Bill Bonanno (Luca Ward)
- Nancy McKeon: Rosalie Profaci Bonanno
- Ben Gazzara: Joseph Bonanno (Oreste Rizzini)
- Alex Rocco: Uncle Frank
- Phyllis Lyons: Louise Farentino
- Tomas Milian: Joe Profaci
- Mike Nussbaum: Gaspar DiGregorio
- Peter Jurasik: Father Rosetti
- Joanna Merlin: Rose Profaci
- Dylan Baker: Curtis Pinger
- Joe Petruzzi: Mike Farentino
- Kimber Riddle
- John Harkins
- H. Richard Greene
- Kane Picoy: Danny